# 與那國機場
與那國機場（日语：／ Yonaguni kūkō */?）為沖繩縣八重山郡與那國町（與那國島）的機場。依據日本空港整備法被指定為第三種機場。為日本最西端的機場。一年內使用旅客人數，國内78,227人、海外252人（2007年度）。

## 歷史
- 1943年：由舊日本军所建設的機場，機場跑道長800米。
- 1957年：轉為民用機場。
- 1968年：機場跑道鋪裝乳劑工程完成，YS-11啟航。
- 1973年：隨著沖繩縣復歸日本。依日本空港整備法指定為第三種機場。
- 1985年：機場跑道延長為1500米。
- 1999年：日本越洋航空的YS-11型機968航班最後一班次飛往石垣機場後便退役。舖修強化滑行跑道暫時提供噴射飛機使用。
- 2007年3月15日：比預定時間遲了5個月工程才完工，機場跑道延長為2000米。
- 2007年10月14日：立榮航空新設專機航線。（台北～與那國機場）
- 2008年7月4日：復興航空新設專機航線。（花蓮～與那國機場）

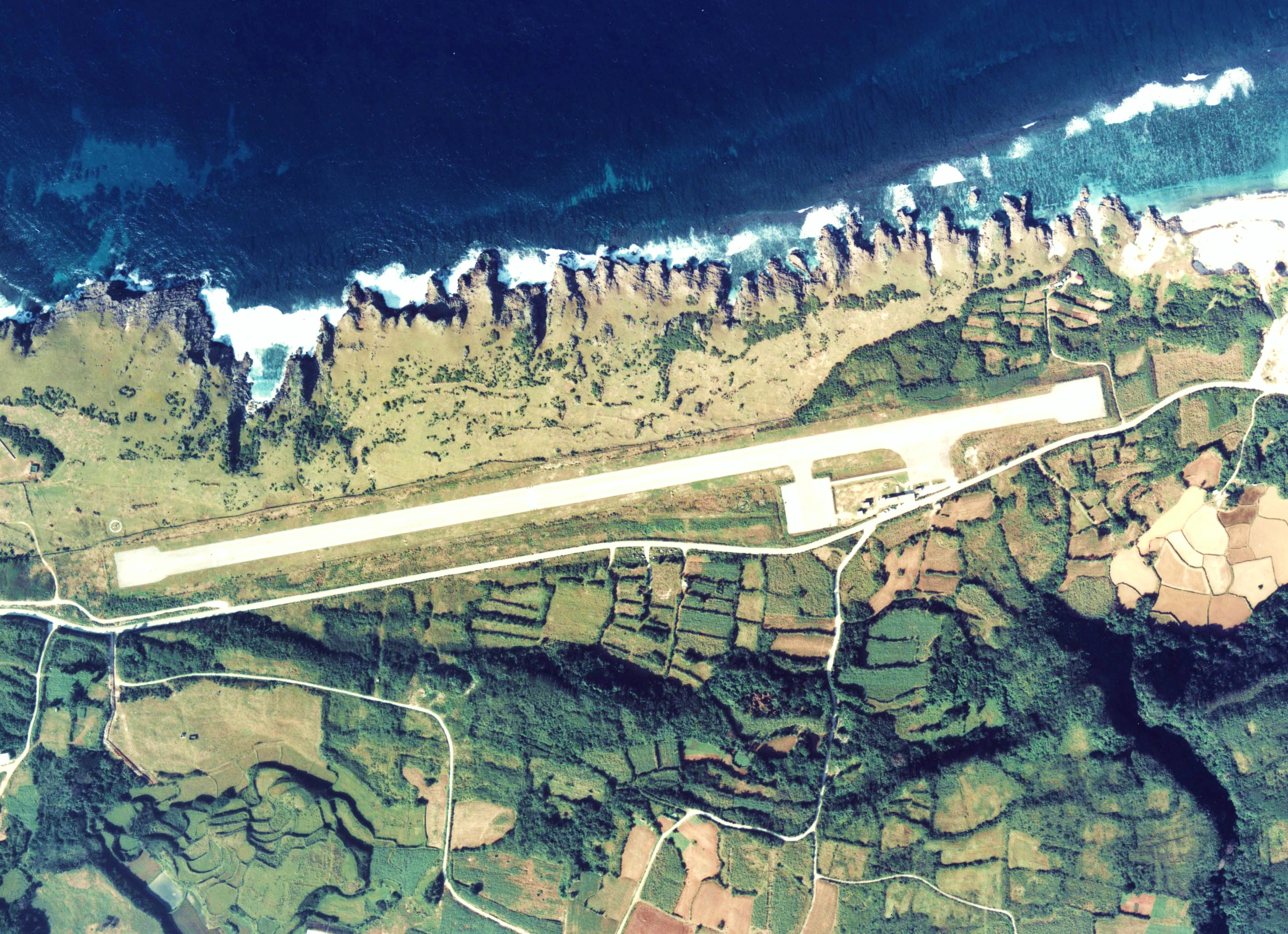
與那國機場空拍圖（1977年攝）

## 航空管制
| 與那國REMOTO | 118.5MHz |

管制由國土交通省那霸航空交通管制部負責，而通信則由大阪航空局那霸空港事務所運航情報官負責。

## 航空保安無線施設
| 局名   | 種別 | 周波數   | 識別信號 |
| ------ | ---- | -------- | -------- |
| 與那國 | VOR  | 115.3MHz | YNE      |
| 與那國 | DME  | 118.7MHz | YNE      |

維護任務由國土交通省大阪航空局那霸空港事務所那霸系統統制官負責，運作時間全天候24小時。

## 航空公司與航點
| 航空公司            | 目的地     |
| ------------------- | ---------- |
| 琉球空中通勤（RAC） | 石垣、沖繩 |

## 外部連結
- 與那國機場介紹 （页面存档备份，存于）（日語）
- JAL機場信息-與那國機場 （页面存档备份，存于）（日語）